# Castelo d'Ancy-le-Franc

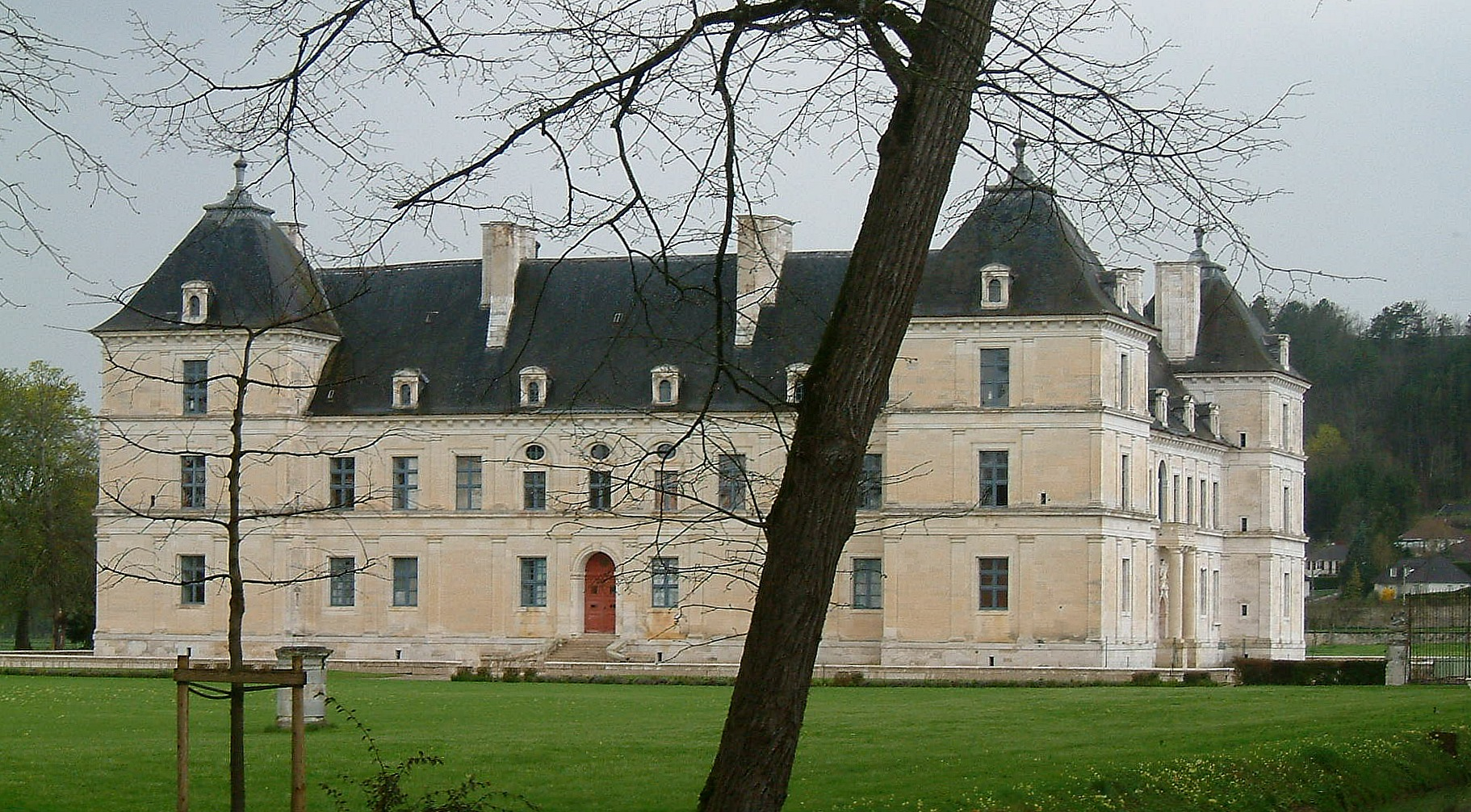
Vista geral do Château d'Ancy-le-Franc.

O Castelo d'Ancy-le-Franc (Château d'Ancy-le-Franc em francês é um palácio da França em Estilo Renascença, situado na comuna de Ancy-le-Franc, departamento de Yonne.

## História
O palácio foi erguido no século XVI por ordem de António III de Clermont, filho de Anne de Husson, Condessa de Tonnerre. O edifício foi iniciado em 1544 e terminou, provavelmente, em 1550. A sua realização é obra do arquitecto italiano Sebastiano Serlio, trazido para França pelo Rei Francisco I. António herdou a propriedade da sua mãe, tendo demolido a fortaleza que ali existia para dar lugar a uma nova construção. Apesar de nunca ser esperado que o palácio tivesse funções defensivas, a tradição francesa era tão forte que este acabou por ser rodeado por um fosso.
O palácio permaneceu na posse da Casa de Clermont-Tonnerre até 1683, antes de ser comprado por François Michel Le Tellier de Louvois, Ministro de Luís XIV. Em 1844, foi cedido a Gaspard Louis Aimé de Clermont-Tonnerre, descendente de António III de Clermont. De seguida viria a passar por diversas mãos, entre as quais as dos Príncipes de Mérode.
Actualmente o Château d'Ancy-le-Franc é propriedade de uma sociedade privada, estando classificado como Monumento Histórico da França desde 1983.

## Descrição

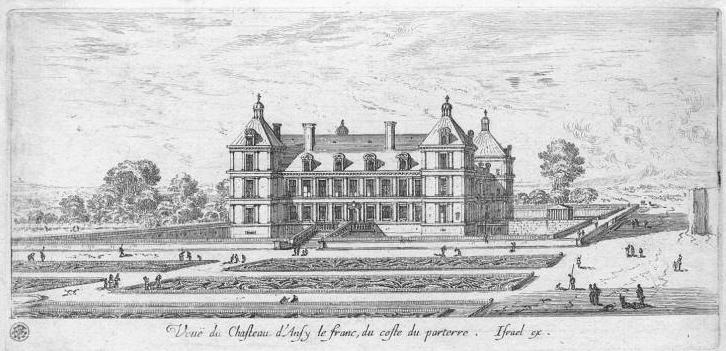
O Château d'Ancy-le-Franc e os seus parterres, modificados para um desenho en broderie na década de 1630, numa gravura de Israel Silvestre, datada da década de 1640.

Este palácio é, arquitectonicamente, resultado do encontro entre António de Clermont e Sebastiano Serlio. Com efeito, apesar de o arquitecto ser italiano, soube empregar os frutos da tradição francesa.
O palácio foi construído segundo uma planta central e quadrangular. Cada um dos quatro corpos que formam um quadrado são flanqueados por um pavilhão saliente nos ângulos. Esta planta inspira-se nos planos ditos em pi, muito utilizados em França naquela época. Serlio separou os dois andares de elevações por uma larga cornija, sobre a qual repousam os nichos no segundo andar. O arquitecto empregou para o primeiro andar a ordem Ordem Toscana e para o segundo a Ordem Dórica. Sobre os dois níveis, os nichos são enquadrados por pilastras engajadas. É importante referir que, até ao século XVII, apenas o espaço de uma em cada duas vigas estava aberto. Serlio queria criar um ritmo alternado entre nichos abertos e vigas cegas.

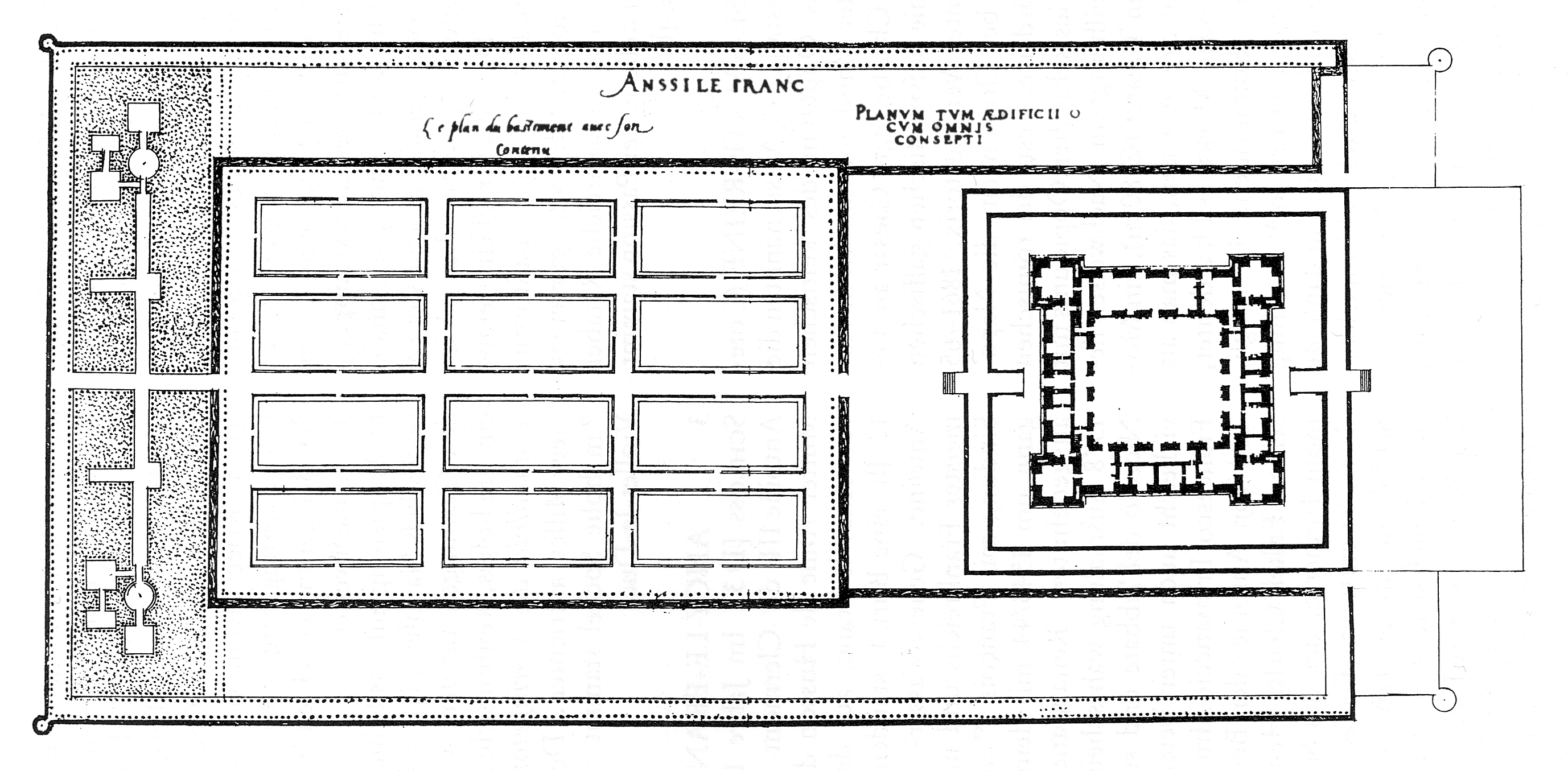
Planta d'Ancy-le-Franc de Les Plus excellents bastimens de France (as mais excelentes construções da França), 1576-1579.

Para a fachada do pátio interior, Serlio empregou no primeiro andar a Ordem Coríntia e no segundo andar a Ordem Compósita. Também aqui o arquitecto quis jogar com um ritmo alternado entre os nichos abertos emoldurados por pilastras. Essses nichos foram ornados por conchas no interior. Serlio abriu uma tripla arcada no rés-do-chão que faz lembrar a da Villa Madama.
Serlio soube submeter-se às exigências do dono da obra ao sobrepujar o edifício com um telhado muito inclinado, como no Château de Villandry, e utilizou a pedra calcária da Borgonha.
O interior do palácio contém pinturas murais de Primatice ou de Niccollo dell Abbate, feitas à semelhança do Château de Fontainebleau, tetos com caixotões, apainelamentos finamentos esculpidos e ornamentações coloridas.
Centrado numa das fachadas, existe um parterre no seu jardim.